# Symmetroctena scotina
Symmetroctena scotina là một loài bướm đêm trong họ Geometridae.